# Агнес фон Марк
Агнес фон Марк (на немски: Agnes von der Marck; † сл. 9 юни 1258) от Дом Ламарк, е графиня от Графство Марк и чрез женитба графиня на Берг-Виндек.

## Произход
Тя е дъщеря на граф Енгелберт I фон Марк († 1277) и първата му съпруга графиня Кунигунда фон Близкастел († 1265), дъщеря на граф Хайнрих фон Близкастел († 1237) и Агнес фон Сайн († 1266). Сестра е на граф Еберхард I фон Марк († 1308).

## Фамилия
Агнес фон Марк се омъжва за Хайнрих фон Берг-Виндек (* пр. 1247; † вер. 1298), син на граф Адолф IV фон Берг († 1259) и Маргарета фон Хохщаден († 1314). Те имат децата: 
- Адолф VI († 3 април 1348), граф на Берг от 1308, женен 1312 г. за Агнес фон Клеве († 1361), дъщеря на Дитрих VI/VIII от Клеве
- Хайнрих († 24 април 1310), каноник в Кьолн
- Маргарета (* 1275/1280, † 1339/1346), омъжена 1313 г. за граф Ото IV фон Равенсберг (1276 – 1328)
- Кунигунда (* 1285/1286; † пр. 21 ноември 1355), абатиса на Гересхайм (1311 – 1325) и Есен (1327 – 1337), приорес на Релингхаузен (1327 – 1337)
- Елизабет, монахиня в Св. Клара, Кьолн, омъжена за Валрам фон Хайнсберг-Бланкенберг († 1307)
- Агнес († 7 януари), монахиня в Грефрат